# 캄란 전투
캄란 전투(웨일스어: Cad Camlan 또는 Brwydr Camlan)는 아서왕이 치른 생애 마지막의 전투로 유명하며, 이 전투에서 아서왕은 전사 또는 적수인 모드레드(일부 전승에서는 아서왕의 아들로 묘사됨)와 싸우다가 치명적인 부상을 입었다고 한다.

## 역사
캄란 전투에 대한 가장 오래된 문헌은 10세기 《웨일스 연대기(Annales Cambriae)》의 기록이다. 이 문헌에서는 캄란 전투가 일어난 시기를 약 537년경으로 기록하고 있다. 그리고 모드레드(메드로)의 이름이 명시되어 있지만, 그가 정말 아서왕에 맞서 싸웠는지 여부에 대해서는 나와 있지 않다. 웨일스 연대기는 다음과 같이 기록하였다.
“Gueith camlann in qua Arthur et Medraut corruerunt.”
캄란 전투에서 아서와 메드로(모드레드)가 전사하였다.
후대에 이르러 몬머스의 제프리가 쓴 《영국의 연대기(Historia Regum Britanniae)》와 두운시 《아서의 죽음(Alliterative Morte Arthure)》에서도 캄란 전투에 대해 언급하고 있으며, 13세기 웨일스 설화인 《로나뷔의 꿈(The Dream of Rhonabwy)》에서도 언급되었다.
캄란 전투가 벌어진 장소가 어디인지는 알려지지 않았지만, 몇몇 유력한 후보지가 거론되고 있다.

## 어원
캄란이라는 명칭은 로마 제국의 캄보글라나 요새에서 유래한 브리손 캄보글라나(‘비뚤어진 제방’이라는 뜻) 또는 캄보란다(‘비뚤어진 울타리’라는 뜻)에서 유래한 것으로 추정된다.

## 전설에 따른 설명
캄란 전투가 일어나게 된 배경에 대해서는 웨일스 지역의 민간 전승을 담은 《웨일스 전설집(The Welsh Triad)》에 자세히 설명되어 있다. 웨일스 전설집은 몬머스의 제프리가 저술한 《영국의 연대기》의 기록을 받아들여 모드레드가 아서에 대항해 반란을 획책하였으며, 결국 왕위를 놓고 아서와 모드레드 간에 캄란 전투가 벌어지게 되었다고 한다. 캄란 전투는 ‘브리튼 섬에서 벌어진 부질없는 3대 전투' 가운데 하나로 알려졌다.
일반적으로 알려진 전설에 의하면, 아서는 우서 펜드래건의 아들로서 15세 때 아버지를 여의었다. 그 즈음 캔터베리 성당 앞에 있는 이상한 바위에 칼리번라는 이름의 명검이 꽂혀 있었으며, 마음이 순결한 사람만이 그것을 뽑을 수 있다는 전설이 전해 내려오고 있었다. 아서는 그것을 힘들이지 않고 뽑아 왕으로 추대되었다. 왕위에 오른 아서는 주위의 적들과 싸워 이겨 국가를 부흥시켰고, 아름다운 귀네비어 공주와 결혼하게 되었다. 이러한 아서왕의 원탁에 뛰어난 기사들이 몰렸는데, 그 가운데서도 ‘호수의 기사’ 란슬롯은 그 뛰어난 무술과 숭고한 인격으로 해서 원탁의 기사 가운데 중심 인물이 되었다. 더욱이 그는 아서 왕의 왕비인 귀네비어와 연인 사이가 되었다.
그 즈음 원탁의 기사들은 예수 그리스도가 최후의 만찬 때 사용했다는 성배를 찾으라는 중대한 임무가 부여되었다. 그 일은 오직 순결한 기사만이 해낼 수 있는 일이었다. 결국 퍼시벌과 보스 그리고 갤러해드가 찾아냈으나, 하늘에서 천사들이 내려와 갤러해드의 영혼과 성배를 하늘로 가져가고 말았다. 그 무렵에 아서왕이 없는 사이를 틈타 모드레드가 아서 왕의 창고에 있던 검인 클라렌트를 훔친 후 반란을 일으켰다. 아서왕은 급히 전군을 이끌고 귀환하여 모드레드가 이끄는 반란군과 싸우게 되었다.
심한 격전 속에서 아서왕은 모드레드를 롱고미니아드라는 창으로 찔려 죽였으나, 자기 자신도 또한 모드레드의 검인 클라렌트에 의해 치명상을 입게 되었다. 아서왕은 엑스칼리버를 호수에 던져 운명을 점쳐 보았다. 검이 잠긴 곳으로부터 요정의 손이 나타나 세 차례 엑스칼리버를 흔든 뒤 사라졌다. 잠시 뒤에 그 자리로부터 검은 옷을 걸친 요정의 여왕 세 명이 나타나, 작은 배에 아서왕을 태우고 요정의 섬인 아발론으로 데려갔다.

## 같이 보기
- 바돈산 전투